# Pares y nones
Pares y nones és una pel·lícula espanyola de "comèdia madrilenya" del 1982 escrita i dirigida per José Luis Cuerda, en la que va ser el seu debut al cinema, i protagonitzada per Antonio Resines, Sílvia Munt, Carles Velat i Virginia Mataix. Fou estrenada com a part de la selecció oficial del Festival Internacional de Cinema de Sant Sebastià 1982.

## Argument
El matrimoni entre Paco i Carmen, amics de Víctor i Montse, fa temps que no marxa bé. La seva relació s'ha anat deteriorant amb el temps i per això decideixen separar-se. Paco estrena la seva nova independència coneixent Marta i Patrícia. Convenç Víctor per sortir junts tots quatre. Aleshores Víctor s'enamora molt de la Marta. Per la seva banda. Carmen rep una proposta de matrimoni de Faustino.

## Repartiment
- Antonio Resines - Paco
- Sílvia Munt - Carmen
- Virginia Mataix - Montse
- Carles Velat - Víctor
- Agustín González - Riquelme
- Marta Fernández Muro - Virginia
- Alicia Sánchez - Marta
- Mercè Camins - Patricia
- Miguel Rellán - Faustino

## Reconeixement
Pares i nones, a més de participar al Festival Internacional de Cinema de Sant Sebastià, va rebre el Premi Nous Realitzadors de la Direcció General de Cinematografia i el premi del Festival de Cinema Espanyol de Sao Paolo.